# Edifici nella regione II (Ostia)

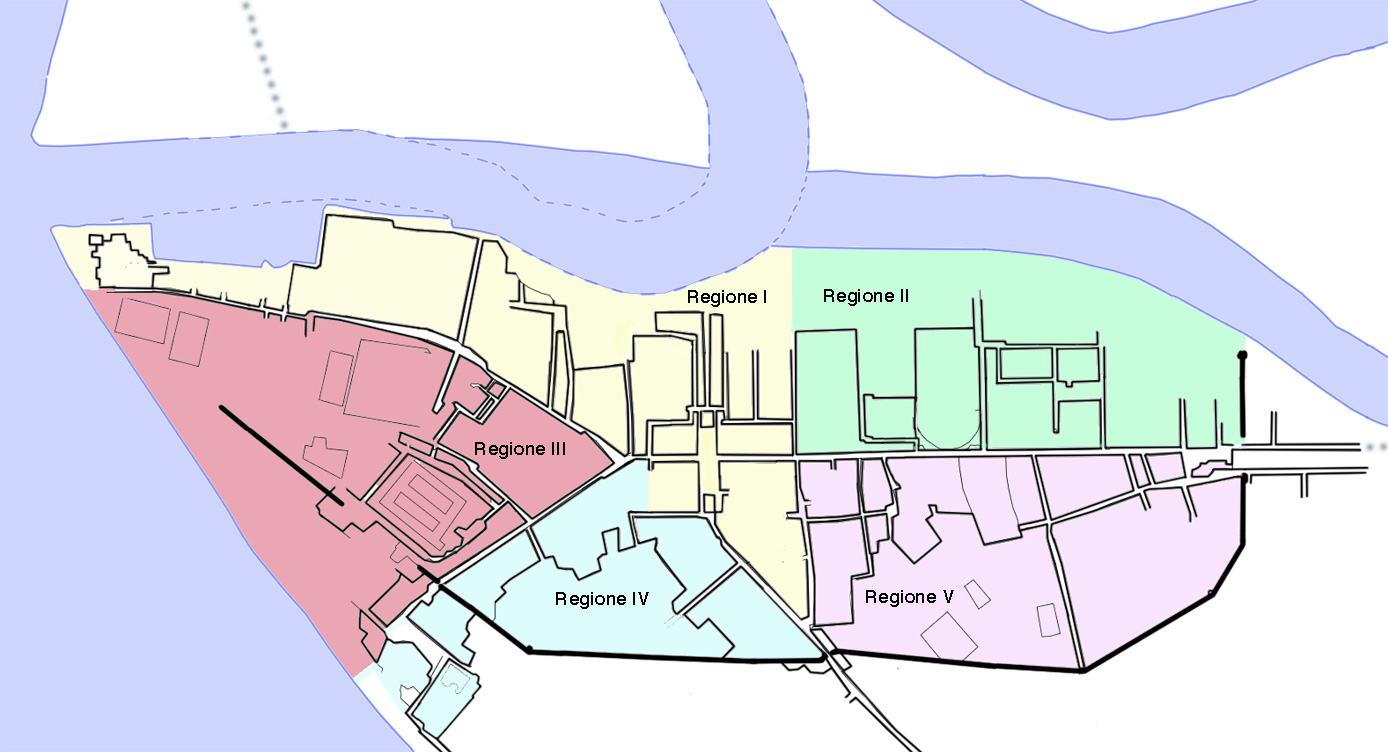
Suddivisione della città antica in regioni

Ostia, analogamente a Roma che in età augustea era suddivisa in 14 regioni, era  sudivvisa in almeno 5 regioni, delle quali non conosciamo esattamente l'estensione o i confini. L'attuale identificazione delle regioni è quella ipotizzata dall'archeologo Guido Calza nel 1924, sulla base di una iscrizione di epoca imperiale (CIL XIV, 352), oggi conservata nei Musei Capitolini. 
La regione II comprende l'area ad est del centro cittadino, ovvero l'antico castrum di epoca repubblicana, che si estende verso Porta Romana ad est, ed è delimitata dal Tevere a nord, confinando con la regio I ad ovest e con la regio V a sud.

## Elenco
Di seguito l'elenco degli edifici presenti.
| Isolato | Isolato                                                                                                | Edifici      | Edifici                                | Edifici | Fotografie | Fotografie |
| II,I    | E: mura repubblicane S: decumano massimo O: via dei Magazzini repubblicani                             | II,I,1       | Caseggiato del Cane Monno              | Caseggiato in origine con portico a pilastri di tufo sulla strada, ricostruito successivamente e ornato in una fase più tarda da un mosaico in bianco e nero con motivi geometrici e con una Nereide; è raffigurato nel mosaico un cane festante di cui è riportato il nome (Monnus). L'edificio è solo parzialmente indagato. Di età repubblicana con ricostruzione in età traianea, in opera mista; il mosaico è degli inizi del III secolo d.C. . | Caseggiato |            |
| II,I    | E: mura repubblicane S: decumano massimo O: via dei Magazzini repubblicani                             | II,I, 2 e 3  | Mitreo Aldobrandini e torre delle mura | Nella proprietà della famiglia Aldobrandini è situato un mitreo, addossato ad una delle torri e al tratto orientale della cinta muraria del I secolo a.C. Il mitreo è scavato solo all'estremità nord, addossata alla torre, e presenta banconi laterali, un'area pavimentata in opus sectile e un podio sul muro di fondo in un settore leggermente rialzato. Nei pressi è sorto nel 1637 un ospedale con una cappella dedicata a San Sebastiano, voluti dal cardinale Domenico Ginnasi.Edificato nel tardo II secolo d.C. . | |            |
| II,II   | E: via dei Magazzini repubblicani S: decumano massimo O:strada                                         | II,II,1-2    | Magazzini repubblicani                 | In origine taberne affacciata a sud su un piccolo cortile, circondate da un portico con pilastri in tufo sul decumano e sulle vie laterali. In un secondo momento il portico sul decumano venne chiuso verso l'esterno da piccoli ambienti, affacciati su un corridoio interno risparmiato. In seguito gli ambienti interni furono trasformati per la realizzazione delle terme dei Cisiarii (II,II,3).Della fine del I secolo a.C., in opera quasi reticolata, con alcuni ambienti aggiunti della metà del I secolo d.C. . | Magazzini visti dal Decumano Massimo |            |
| II,II   | E: via dei Magazzini repubblicani S: decumano massimo O:strada                                         | II,II,3      | Terme dei Cisiarii                     | Complesso termale appartenente probabilmente alla corporazione dei carrettieri (cisiarii), con mosaici in bianco e nero figurati, tra cui quello con i carri che dà il nome all'edificio. Nelle taberne aperte verso l'esterno, ai lati degli ambienti di servizio nel settore meridionale, erano presenti due thermopolia, assimilabili ai moderni bar. | |            |
| II,II   | E: via dei Magazzini repubblicani S: decumano massimo O:strada                                         | II,II,4      | Sacello                                | Sacello aperto sul portico verso il decumano massimo con mosaici geometrici policromi e in bianco e nero; costruito in laterizio e in opera mista della metà del II secolo d.C. . | Dettaglio del mosaico |            |
| II,II   | E: via dei Magazzini repubblicani S: decumano massimo O:strada                                         | II,II,5      | Mitreo di Porta Romana                 | Alle spalle del sacello (II, II, 4) nel III secolo d.C. venne realizzato un mitreo, con rivestimento in marmo. | |            |
| II,II   | E: via dei Magazzini repubblicani S: decumano massimo O:strada                                         | II,II,6      | Portico del Tetto spiovente            | Portico monumentale affacciato sul decumano massimo, con una fila di taberne di cui rimane visibile la fondazione del muro anteriore e le soglie. Sono presenti scale indipendenti per l'accesso ai piani superiori. In una delle taberne venne ricavato un thermopolium. Non è stata scavata la zona retrostante, compresa tra le taberne e gli Horrea antoninani. Di epoca adrianea, in opera mista. | Resti del portico |            |
| II,II   | E: via dei Magazzini repubblicani S: decumano massimo O:strada                                         | II,II,7      | Horrea antoniniani                     | Grande horreum (magazzino) di probabile proprietà imperiale, non interamente scavato e in parte scavato e ricoperto. Si articolava in un cortile centrale porticato, probabilmente con ingresso da nord. Sul lato orientale è presente una lunga fila di ambienti che hanno in comune il lato di fondo, aperti sul portico centrale e su una via laterale; in uno di questi ambienti venne impiantata nel medioevo una calcara. Il muro meridionale è rafforzato da grandi contrafforti. Edificato durante l'imperium di Commodo. | |            |
| II,III  | E: strada S: decumano massimo (portico di Nettuno) O: via dei Vigili N: strada                         | II,III,1.2,5 | Caseggiato                             | Edificio scavato e quindi ricoperto, con corte porticata interna e botteghe sulle strade, di età adrianea. | |            |
| II,III  | E: strada S: decumano massimo (portico di Nettuno) O: via dei Vigili N: strada                         | II,III,3-4   | Case di via dei Vigili                 | Due appartamenti con finestre verso la via e accesso da un corridoio interno, decorati con mosaici e pitture. Di età adrianea. | Cse di via dei Vigili |            |
| II,IV   | E: via dei Vigili S: decumano massimo (portico di Nettuno) O: via della Fortuna N: strada              | II,IV,I      | Portico di Nettuno                     | Portico a pilastri sul decumano massimo lungo gli isolati III, IV e VI, con taberne; di età adrianea, con restauri alla metà del IV secolo d.C. . | Resti del portico |            |
| II,IV   | E: via dei Vigili S: decumano massimo (portico di Nettuno) O: via della Fortuna N: strada              | II,IV,2      | Terme di Nettuno                       | Complesso termale pubblico, costituito da una palestra porticata ad ovest e da una serie di ambienti di disimpegno seguiti dalla successione degli ambienti termali veri e propri ad est. Negli ambienti di disimpegno e nel frigidario sono grandi mosaici figurati in bianco e nero con temi marini. Edificato in età adrianea e di Antonino Pio (139), in laterizio, in sostituzione di precedente complesso domizianeo, con restauri dell'epoca di Marco Aurelio e modifiche tra la fine del III e gli inizi del IV secolo d.C. . | Terme di Nettuno |            |
| II,V    | E: via dei Vigili S: strada O: via della Fortuna N: strada                                             | II,V,1-2     | Caserma dei Vigili                     | Sede del distaccamento dei vigiles contro gli incendi, articolato intorno ad un cortile porticato, con ambienti su tre lati e scale per i piani superiori. Sul lato di fondo sul portico si apre un'aula dedicata al culto imperiale, con basi con dedica agli imperiatori e un mosaico figurato in bianco e nero con scena di sacrificio. Di età adrianea (132-137), in laterizio, con modifiche in età severiana (207) e nel III-IV secolo d.C. . | Caserma dei vigili |            |
| II,VI   | E: via della Fortuna S: decumano massimo (portico di Nettuno) O: via delle Corporazioni                | II,VI,1      | Caupona di Fortunato                   | Struttura che occupò un ambiente di passaggio allo sbocco di via della Fortuna sul portico di Nettuno, verso il decumano massimo; un altro passaggio venne realizzato nella taberna immediatamente ad est. La nuova struttura conservò l'ampia porta a sud sul portico, mentre l'altra del lato nord venne chiusa; un altro accesso dal nuovo passaggio venne aperto sul lato est. Il pavimento è in mosaico, datato alla prima metà del III secolo d.C., con un'iscrizione, non interamente conservata, in cui compare il nome Fortunatus e la raffigurazione di un calice affiancata dall'esortazione bibe (bevi). L'iscrizione ha suggerito l'interpretazione dell'ambiente come una caupona, associabile alla moderna osteria. Il braccio del portico antistante venne trasformato con la realizzazione di un ninfeo che era forse collegato alla struttura, così come le altre tre taberne che si affacciavano su questo tratto del portico.                            | Caupona |            |
| II,VI   | E: via della Fortuna S: decumano massimo (portico di Nettuno) O: via delle Corporazioni                | II,VI,2      | Ninfeo della caupona di Fortunato      | Ninfeo (fontana monumentale) sistemato nel tratto terminale del portico di Nettuno, in corrispondenza dell'incrocio tra decumano massimo e via delle Corporazioni. Lo spazio venne pavimentato in marmi e chiuso da muri creando un ambiente separato e addossata alla nuova chiusura tra i pilastri del portico, venne realizzata la struttura della fontana, con podio decorato da nicchie rivestite in marmo. In una delle taberne che si affacciavano su questo tratto del portico furono realizzate delle vasche per l'acqua. La struttura è stata interpretata come una aggiunta successiva alla caupona di Fortunato. Costruito nel terzo quarto del IV secolo d.C., in laterizio. | |            |
| II,VI   | E: via della Fortuna S: decumano massimo (portico di Nettuno) O: via delle Corporazioni                | II,VI,3-4    | Casa dell'Ercole bambino               | Edificio che comprendeva una fila di cinque taberne sul lato est, lungo via della Fortuna, pavimentate in opera spicata e con scale interne per il mezzanino; in una delle taberne erano delle vasche. Sul lato ovest, lungo la via delle Corporazioni, venne realizzato un appartamento, fiancheggiato da un'altra taberna a sud. A nord era un corridoio che metteva in comunicazione le due vie. L'appartamento presentava la consueta pianta a medianum con scala interna per il piano superiore. Al momento dello scavo vennero rinvenute pitture con raffigurazioni di scene mitologiche, tra cui un Ercole bambino intento a strozzare i serpenti, che ha dato il nome alla casa. Di età adrianea, edificato in laterizio. | Casa dell'Ercole bambino |            |
| II,VI   | E: via della Fortuna S: decumano massimo (portico di Nettuno) O: via delle Corporazioni                | II,VI,5-6    | Casa del Soffitto dipinto              | Edificio analogo al precedente, da cui lo separano due taberne affacciate su via della Fortuna e su via delle Corporazioni a sud, seguite da un corridoio trasversale affiancato da scale indipendenti per i piani superiori. Ancora a nord su via delle Corporazioni, verso ovest, si affacciano cinque taberne, una delle quali sistemata come thermopolium, con scala per il piano superiore, mentre verso est venne realizzato un appartamento con medianum lungo via della Fontana, articolato su due piani e dotato di scala interna. In epoca successiva l'appartamento fu privato del piano superiore e ridotto in ampiezza: a questa fase appartengono le pareti affrescate degli ambienti. Di età adrianea, in laterizio, con modifiche all'epoca di Commodo. | Casa del Soffitto dipinto |            |
| II,VI   | E: via della Fortuna S: decumano massimo (portico di Nettuno) O: via delle Corporazioni                | II,VI,7      | Caseggiato delle Fornaci               | Edificio in origine comprendente un vasto ambiente aperto su via delle Corporazioni ad ovest, sul quale si aprivano una serie di taberne, con probabile funzione commerciale. Era presente una scala interna accessibile dall'ambiente centrale e una scala esterna indipendente, da via della Fontana. In seguito vi venne realizzato un impianto industriale per il pane, con macine e forni. L'ambiente centrale venne diviso in due da un tramezzo e furono realizzati degli archi nelle taberne a sostegno di un nuovo soffitto; si aggiunse una nuova scala esterna accessibile da via delle Corporazioni a nord. Gran parte degli spazi furono pavimentati con basoli, furono installate macine negli ambienti ricavati dall'originario spazio centrale e nelle precedenti taberne furono sistemati vasche e forni e probabilmente una stalla. Di età adrianea, in laterizio, e fornaio risalente all'epoca di Antonino Pio o Marco Aurelio.                          | Caseggiato delle Fornaci |            |
| II,VII  | E: via delle Corporazioni S: decumano massimo O:limite del teatro e del piazzale delle Corporazioni    | II,VII,1     | Oratorio cristiano                     | In un angolo davanti al Teatro romano venne costruita una piccola cappella, di cui resta una piccola abside e un sarcofago cristiano del III o inizi del IV secolo d.C. . Il luogo è probabilmente identificabile con la chiesa di San Ciriaco, ancora visitata nel XII secolo. | Oratorio con il Teatro sullo sfondo |            |
| II,VII  | E: via delle Corporazioni S: decumano massimo O:limite del teatro e del piazzale delle Corporazioni    | II,VII,2     | Teatro                                 | Il teatro fu edificato in età augustea e rimaneggiato alla fine del II secolo d.C. . Fu edificato nella zona che in età repubblicana era stata delimitata ad uso pubblico dal pretore urbano di Roma lungo il Tevere, ad est delle mura del castrum repubblicano. Nella fase augustea poteva ospitare 3 000 spettatori, che divennero 4 000 dopo il rifacimento. Tipico teatro romano, con cavea sostenuta da arcate, affacciate sul decumano massimo: gli spazi tra questo e la facciata curvilinea del teatro erano stati pavimentati in travertino e delimitati da cippi ugualmente in travertino, dotati di catene. | Teatro |            |
| II,VII  | E: via delle Corporazioni S: decumano massimo O:limite del teatro e del piazzale delle Corporazioni    | II,VII,3     | Sacello dell'Ara dei gemelli           | Sacello inserito all'angolo sud-ovest del piazzale delle Corporazioni, con altare in marmo del 124 d.C., con raffigurazioni di Marte e Venere e di Romolo e Remo allattati dalla lupa, ora esposto nel Museo nazionale romano di Palazzo Massimo a Roma. | Retro del cosiddetto "Altare di Marte e Venere", ara romana di epoca traianea, riutilizzata in epoca adrianea (nel 124 d.C.) come base per una statua del dio Silvano. Il rilievo mostra Romolo e Remo con la lupa capitolina |            |
| II,VII  | E: via delle Corporazioni S: decumano massimo O:limite del teatro e del piazzale delle Corporazioni    | II,VII,4     | Piazzale delle Corporazioni            | Il piazzale si sviluppa verso il Tevere, alle spalle del teatro, con una doppia fila di portici costruiti su tre lati, sotto e dietro i quali si dovrano una fila di piccoli ambienti interpretati come uffici e locali di rappresentanza, funzionali alle attività commerciali e portuali di Osita. Un luogo di incontro e di rappresentanza, dove commercianti provenienti dai diversi paesi, potevano incontrare e trattare con i mercanti ed operatori locali. I tre lati della piazza sono pavimentati con mosaici a tessere bianche e nere, raffiguranti le attività delle corporazioni, i principali luoghi di provenienza delle merci o scene navali e di pesca, tutte raffigurazioni utilizzate come fonti materiali da storici e archeologici, per ricostruire gli ambiti mercantili e navali della società romana. Al centro del piazzale si trovano i resti del podio di un tempio.                                                                              | Il piazzale con il teatro sullo sfondo |            |
| II,VII  | E: via delle Corporazioni S: decumano massimo O:limite del teatro e del piazzale delle Corporazioni    | II,VII,5     | Tempio                                 | Tempio con podio e cella in laterizio e due colonne frontali, costruito in epoca domizianea al centro del piazzale delle Corporazioni e dedicato forse ad Annona, o Cerere. | Tempio |            |
| II,VII  | E: via delle Corporazioni S: decumano massimo O:limite del teatro e del piazzale delle Corporazioni    | II,VII,6-7   | Ninfei del Teatro                      | Due ninfei semicircolari costruiti nello spazio triangolare tra il teatro e il decumano massimo. | Resti del ninfeo |            |
| II,VIII | E: limite del teatro e del piazzale delle Corporazioni S: decumano massimo O: via dei Grandi Horrea    | I,VIII,1     | Botteghe                               | Fila di botteghe lungo il decumano massimo risalenti al periodo adrianeo. | |            |
| II,VIII | E: limite del teatro e del piazzale delle Corporazioni S: decumano massimo O: via dei Grandi Horrea    | II,VIII,2    | Quattro tempietti repubblicani         | Quattro piccoli templi eretti su un unico podio all'inizio del II secolo a.C. da Publio Lucilio Gamala e dedicati a Venere, Fortuna, Cerere e Spes, rifatti nel secolo successivo e restaurati sotto Antonino Pio, con area sacra antistante. | Quattro tempietti |            |
| II,VIII | E: limite del teatro e del piazzale delle Corporazioni S: decumano massimo O: via dei Grandi Horrea    | II,VIII,3    | Ninfeo                                 | Ninfeo costruito in epoca adrianea nell'area antistante i Quattro tempietti repubblicani. Le pareti del ninfeo si sono conservate per circa metà della loro altezza originale. Intorno a una stanza più o meno quadrata (5,15 x 5,35) ci sono tre nicchie semicircolari. In origine le nicchie arrivavano fino al pavimento, ma la parte inferiore successivamente è stata riempita. Davanti alla nicchia nella parete di fondo c'è un piccolo podio. Due mensole di marmo sostenevano piccole colonne. Il pavimento della stanza era ricoperto di marmo. Le pareti erano decorate con uno zoccolo in alabastro e marmo. Si accede alla stanza attraverso un piccolo vestibolo con panche basse. La parete esterna era dipinta di rosso. La prima fase del ninfeo è stata datata al regno di Adriano. | |            |
| II,VIII | E: limite del teatro e del piazzale delle Corporazioni S: decumano massimo O: via dei Grandi Horrea    | II,VIII,4    | Sacello di Giove                       | Sacello aggiunto alla fine del I secolo a.C. nell'area antistante i Quattro tempietti repubblicani. Il santuario è stato datato alla fine del primo secolo a.C. (opus reticulatum). È costituito da una stanza quadrata (4,88 x 4,95), con stipiti e una soglia in travertino. Quattro cippi in travertino (0,77 x 0,24) sono stati trovati nei quattro angoli della stanza, incastonati nella muratura. Portano l'iscrizione: I(ovi) O(ptimo) M(aximo) S(acrum). | |            |
| II,VIII | E: limite del teatro e del piazzale delle Corporazioni S: decumano massimo O: via dei Grandi Horrea    | II,VIII,5    | Domus di Apuleio                       | Domus ad atrio con pianta ad L alle spalle dei Quattro tempietti repubblicani, con pavimenti a mosaico figurato policromo. | Dalla campagna di scavi del 1899. |            |
| II,VIII | E: limite del teatro e del piazzale delle Corporazioni S: decumano massimo O: via dei Grandi Horrea    | II,VIII,6    | Mitreo delle Sette Sfere               | Mitreo presso la domus di Apuleio, con mosaico in bianco e nero con i simboli dei gradi di iniziazione al culto mitraico.Il santuario fu scavato da Rodolfo Lanciani nel 1886. Solo la parte inferiore è antica (opus latericium e pilastri secondari di opus vittatum addossati al muro occidentale), la parte superiore fu aggiunta per proteggere i mosaici. | Mitreo |            |
| II,VIII | E: limite del teatro e del piazzale delle Corporazioni S: decumano massimo O: via dei Grandi Horrea    | II,VIII,7    | Caseggiato                             | L'edificio è oggi quasi completamente riempito di terra e ricoperto di vegetazione. Si trova a nord e a ovest dei Quattro Templi Piccoli (II,VIII,2). Fu scavato negli anni 1885-1886 da Rodolfo Lanciani. Sorprendentemente, vista la vicinanza dei templi, questo sembra essere stato un edificio industriale, come gli edifici II,VIII,8 e 9. Una struttura ovale nella parte nord-orientale potrebbe essere stata una vasca. Nella parte sud-occidentale si trova una lunga vasca (5,30 x 0,68) che aveva un rivestimento in marmo all'interno. Si che fosse una fullonica. | |            |
|         | | II,VIII 8    | Caseggiato                             | Caseggiato che, come quello vicino, è stato interpretato come destinato alla lavorazione tessile. | |            |
|         | | II,VIII, 9   | Caseggiato                             | Questo edificio, parzialmente scavato alla fine del XIX secolo, si trova direttamente a est del Grande Magazzino (II,IX,7), dall'altra parte della strada. Le pareti sono in opus mixtum adrianeo. Al centro dell'edificio c'è una grande struttura rotonda. I resti scarsi consistono in un cerchio di tufo, senza podio. È stato ipotizzato che fosse una vasca e che l'edificio fosse una fullonica. La struttura rotonda potrebbe anche essere stata un forno. Su una vecchia planimetria sembrano essere indicati una vasca, un pavimento di blocchi di basalto e un oggetto rotondo, due stanze a nord. | |            |
| II,IX   | E: via dei Grandi Horrea S: decumano massimo O: via dei Molini                                         | II,IX,1      | Ninfeo                                 | Ninfeo semicircolare indagato durante gli scavi del 1913 verso il decumano massimo. Fu costruito in opus latericium e potrebbe essere di età antonina. Il muro e il pavimento erano decorati in marmo. Dietro il ninfeo sono state rinvenute diverse vasche. | Resti del ninfeo |            |
| II,IX   | E: via dei Grandi Horrea S: decumano massimo O: via dei Molini                                         | II,IX,2      | Botteghe                               | Fila di botteghe aperte sul decumano, con ambienti retrostanti. Si possono distinguere tre unità. L'unità orientale ha quattro negozi con retrobottega rivolti a sud e due negozi rivolti a est. L'unità centrale è costituita da quattro negozi di fronte a una grande sala. Nella parete posteriore del negozio più a est c'è una piccola nicchia a muro, per una statuetta di una divinità. In questa unità fu in seguito installata la Sala del Gruppo di Marte e Venere (II,IX,3). L'unità occidentale ha quattro negozi, dietro i quali c'è un corridoio. Il secondo negozio da sinistra era un termopolium, assimilabile ad un moderno bar; vicino all'ingresso ci sono i resti del bancone, con una piccola volta a botte per un bacino d'acqua. | Caseggiato con botteghe sul fronte dell'Aula di Marte e Venere |            |
| II,IX   | E: via dei Grandi Horrea S: decumano massimo O: via dei Molini                                         | II,IX,3      | Aula del Gruppo di Marte e Venere      | La Sala del Gruppo di Marte e Venere fu edificata a metà del IV secolo d.C.; nella parte centrale fu costruita una grande abside, con una nicchia semicircolare fiancheggiata da due rettangolari, che fungeva da ninfeo. A est c'è una stanza (6,25 x 6,25) a un livello leggermente più alto (0,70), a cui si accede tramite un ingresso colonnato con quattro gradini. Nella parte nord del muro occidentale di questa stanza c'è una nicchia a pavimento. Le pareti dell'edificio erano decorate con marmo e intonaco. Diverse stanze hanno pavimenti in opus sectile. Anche le botteghe lungo il decumano appartenevano all'edificio. Durante gli scavi sono state trovate tracce di incendio e l'edificio non sembra fosse stato sgomberato dopo l'incendio. Di conseguenza sono stati trovati molti reperti tra i quali un grande gruppo statuario di Marte e Venere, ora esposto al Museo Nazionale di Roma.                                                         | AulaMarte e Venere |            |
| II,IX   | E: via dei Grandi Horrea S: decumano massimo O: via dei Molini                                         | II,IX,4      | Tempietto repubblicano                 | Piccolo tempio all'angolo tra il decumano massimo e via dei Molini, della prima metà del I secolo a.C. Il tempio poggiava su un podio di blocchi di tufo e opus reticulatum, con una cornice di tufo (altezza totale 1,78), mentre il pronao misura 6,35 x 4,20. Non rimangono tracce della/e scalinata/e che conducevano al vestibolo. La cella è quadrata (6,35 x 6,30). Ciò che rimane è in opus latericium, evidentemente appartenente a una ricostruzione durante il periodo imperiale. Nella cella si trovano i resti di un pavimento a mosaico. | Tempietto |            |
| II,IX   | E: via dei Grandi Horrea S: decumano massimo O: via dei Molini                                         | II,IX,5      | Caseggiato                             | Piccolo edificio con negozi e sala colonnata a sud-ovest del Grande Magazzino (II,IX,7),che apparentemente era costituito da tre negozi a cui si accedeva da via dei Molini, dietro un portico. | |            |
| II,IX   | E: via dei Grandi Horrea S: decumano massimo O: via dei Molini                                         | II,IX,6      | Caseggiato                             | Questo edificio, una fila di stanze a sud del Grande Magazzino (II,IX,7), per il quale è stato ipotizzato fosse adibito per scopi amministrativi correlati al mgazzino, o anche come abitazione per quanti che vi lavoravano. | |            |
| II,IX   | E: via dei Grandi Horrea S: decumano massimo O: via dei Molini                                         | II,IX,7      | Grandi Horrea                          | Grande magazzino pubblico per il grano, con stanze intorno ad un cortile porticato ad U, costruito sotto Claudio; altri ambienti con porticato antistante furono costruiti sotto Nerone sui lati ovest e sud; in età severiana venne ricostruito con l'aggiunta di un piano superiore. | Grandi Horrea |            |
| II,X    | S: strada E: via delle Corporazioni                                                                    | II, X        | Rovine                                 | Rovine non indagate lungo il vecchio corso del Tevere. | |            |
| II,XI   | S: strada O: via delle Corporazioni (isolato solo parzialmente scavato a nord della Caserma dei Vigili | II,XI,1      | Fullonica                              | Questa grande fullonica di età adrianea è composta da due sale, separate da un muro con una porta nella parte occidentale. | |            |
| II,XI   | S: strada O: via delle Corporazioni (isolato solo parzialmente scavato a nord della Caserma dei Vigili | II,XI,2      | Caseggiato della Fullonica             | Caseggiato indagato durenate gli scavi del 1912 e del 1958-1959. Fu costruito in epoca tardo-traianea o primo-adrianea (opus mixtum) e ampiamente modificato (opus vittatum e latericium). Gli ambienti sono disposti attorno a un cortile centrale. A nord di questo, procedendo da ovest a est, si trovano due botteghe (V e VI), un corridoio (VII) e altri due ambienti (VIII e IX). A sud si trovano quattro botteghe (I-IV). Il cortile era raggiungibile dalla strada a ovest e da est attraverso ingressi tripartiti molto ampi. L'ingresso est fu in seguito bloccato. Il pavimento del cortile e del corridoio VII (probabilmente anch'esso privo di tetto) era ricoperto di opus spicatum. Successivamente il pavimento del cortile fu ricoperto di blocchi di basalto. Al centro del cortile, un po' a sud, c'era una fontana di travertino. Furono aggiunte varie strutture e piccole stanze, come un podio con alcuni gradini (vittatum) nell'angolo nord-est. | |            |
| II,XII  | E: strada S: strada O: via dei Vigili N: strada                                                        | II,XII,1     | Caseggiato                             | Questo edificio fu probabilmente scavato nel periodo tra il 1938 e il 1942 e quindi reinterrato. Dalla planimetria degli scavi, molto simile a quella della Caserma dei Vigili, si ricava l'esistenza di un ampio cortile interno a cui si affacciano diverse stanze su tutti e quattro i lati del cortile. | |            |

### Annotazioni
1. ↑  A Decimo Flavio Floro Verano, ... armatore delle cinque corporazioni dei battellieri (lenuncularii) ostiensi, per tutti gli onori e i meriti che ha saputo guadagnarsi come membro delle cinque corporazioni delle regioni della Colonia Ostiense... . Le Regioni di Ostia antica, su ostiaantica.beniculturali.it. URL consultato il 24 marzo 2025.

### Riferimenti
1. ↑   Le Regioni di Ostia antica, su ostiaantica.beniculturali.it. URL consultato il 24 marzo 2025.
2. ↑  (EN) Topographical dictionary - regio II - clickable plan, su ostia-antica.org. URL consultato il 18 gennaio 2025.
3. ↑   Strade ostiensi, su gisnadis.parcoarcheologicostiantica.it. URL consultato il 18 gennaio 2025.
4. ↑  (EN) Regio II - Insula I - Caseggiato del Cane Monnus (II,I,1), su ostia-antica.org, 26 novembre 2024.
5. ↑   Magazzini repubblicani e Caseggiato del Cane Monnus, su anticaostia.it, 28 novembre 2024.
6. ↑  (EN) Regio II - Insula I - Mitreo Aldobrandini (II,I,2) and Torre sul Tevere (II,I,3), su ostia-antica.org, 26 novembre 2024.
7. ↑  (EN) Regio II - Insula II - Magazzini Repubblicani (II,II,1-2), su ostia-antica.org, 26 novembre 2024.
8. ↑  (EN) Regio II - Insula II - Terme dei Cisiarii (II,II,3), su ostia-antica.org, 26 novembre 2024.
9. ↑   Terme dei crisari, su anticaostia.it, 28 novembre 2024.
10. ↑  (EN) Regio II - Insula II - Sacello II,II,4, su ostia-antica.org, 26 novembre 2024.
11. ↑  (EN) Regio II - Insula II - Mitreo presso Porta Romana (II,II,5), su ostia-antica.org, 26 novembre 2024.
12. ↑  (EN) Regio II - Insula II - Portico del Tetto spiovente (II,II,6), su ostia-antica.org, 26 novembre 2024.
13. ↑  (EN) Regio II - Insula II - Horrea Antoniniani (II,II,7), su ostia-antica.org, 26 novembre 2024.
14. ↑  (EN) Regio II - Insula III - Edificio II,III,1.2.5, su ostia-antica.org, 26 novembre 2024.
15. ↑  (EN) Regio II - Insula III - Case di Via dei Vigili (II,III,3-4), su ostia-antica.org, 26 novembre 2024.
16. ↑   Caserma dei vigili, su anticaostia.it, 28 novembre 2024.
17. ↑  (EN) Regio II - Insula IV - Portico di Nettuno (II,IV,1), su ostia-antica.org, 26 novembre 2024.
18. ↑  (EN) Regio II - Insula IV - Terme di Nettuno (II,IV,2), su ostia-antica.org, 26 novembre 2024.
19. ↑   Terme di Nettuno, su anticaostia.it, 28 novembre 2024.
20. ↑  (EN) Caserma dei Vigili (II,V,1-2), su ostia-antica.org, 27 novembre 2024.
21. ↑  (EN) Regio II - Insula VI - Caupona di Fortunato (II,VI,1), su ostia-antica.org, 27 novembre 2024.
22. ↑  (EN) Regio II - Insula VI - Ninfeo II,VI,2, su ostia-antica.org, 27 novembre 2024.
23. ↑  (EN) Regio II - Insula VI - Casa dell'Ercole Bambino (II,VI,3-4), su ostia-antica.org, 27 novembre 2024.
24. ↑  (EN) Regio II - Insula VI - Casa del Soffitto Dipinto (II,VI,5-6), su ostia-antica.org, 27 novembre 2024.
25. ↑   Insula del Soffitto Dipinto, su anticaostia.it, 28 novembre 2024.
26. ↑  (EN) Regio II - Insula VI - Caseggiato delle Fornaci (II,VI,7), su ostia-antica.org, 27 dicembre 2024.
27. ↑  (EN) Regio II - Insula VII - Oratorio cristiano (II,VII,1), su ostia-antica.org, 27 novembre 2024.
28. ↑  (EN) Regio II - Insula VII - Teatro (II,VII,2), su ostia-antica.org, 27 novembre 2024.
29. ↑   Teatro, su anticaostia.it, 28 novembre 2024.
30. ↑  (EN) Regio II - Insula VII - Sacello dell'Ara dei Gemelli (II,VII,3), su ostia-antica.org, 27 novembre 2024.
31. ↑  (EN) Taco T. Terpstra, The « Piazzale delle Corporazioni » reconsidered, in Antiquité, 2014, DOI:10.4000/mefra.2042.
32. ↑   Piazzale delle Corporazioni, su anticaostia.it, 28 novembre 2024.
33. ↑  (EN) Regio II - Insula VII - Tempio II,VII,5, su ostia-antica.org, 27 novembre 2024.
34. ↑  (EN) Regio II - Insula VII - Ninfei II,VII,6-7, su ostia-antica.org, 28 novembre 2024.
35. ↑   Ninfei ai lati del Teatro e Oratorio cristiano, su anticaostia.it, 28 novembre 2024.
36. ↑  (EN) Regio II - Insula VIII - Botteghe II,VIII,1, su ostia-antica.org, 28 novembre 2024.
37. ↑  (EN) Regio II - Insula VIII - Quattro Tempietti (II,VIII,2), su ostia-antica.org, 28 novembre 2024.
38. ↑   Quattro Tempietti, su anticaostia.it, 28 novembre 2024.
39. ↑  (EN) Regio II - Insula VIII - Ninfeo II,VIII,3, su ostia-antica.org, 28 novembre 2024.
40. ↑  (EN) Regio II - Insula VIII - Sacello di Giove (II,VIII,4), su ostia-antica.org, 28 novembre 2024.
41. ↑  (EN) Regio II - Insula VIII - Domus di Apuleio (II,VIII,5), su ostia-antica.org, 28 novembre 2024.
42. ↑   Domus di Apuleio, su anticaostia.it, 28 novembre 2024.
43. ↑  (EN) Regio II - Insula VIII - Mitreo delle Sette Sfere (II,VIII,6), su ostia-antica.org, 28 novembre 2024.
44. ↑  (EN) Regio II - Insula VIII - Caseggiato II,VIII,7, su ostia-antica.org, 28 novembre 2024.
45. ↑  (EN) Regio II - Insula VIII - Caseggiato II,VIII,8, su ostia-antica.org, 28 novembre 2024.
46. ↑  (EN) Regio II - Insula VIII - Caseggiato II,VIII,9, su ostia-antica.org, 28 novembre 2024.
47. ↑  (EN) Regio II - Insula IX - Ninfeo II,IX,1, su ostia-antica.org, 29 novembre 2024.
48. ↑  (EN) Regio II - Insula IX - Caseggiato II,IX,2, su ostia-antica.org, 29 novembre 2024.
49. ↑  (EN) Regio II - Insula IX - Aula del Gruppo di Marte e Venere (II,IX,3), su ostia-antica.org, 29 novembre 2024.
50. ↑   16: Marte, Venere e Vulcano, su iconos.it. URL consultato il 6 gennaio 2024.
51. ↑  (EN) Regio II - Insula IX - Tempietto repubblicano (II,IX,4), su ostia-antica.org, 29 novembre 2024.
52. ↑  (EN) Regio II - Insula IX - Edificio II,IX,5, su ostia-antica.org, 29 novembre 2024.
53. ↑  (EN) Regio II - Insula IX - Edificio II,IX,6, su ostia-antica.org, 29 novembre 2024.
54. ↑   Grandi Horrea, su anticaostia.it, 28 novembre 2024.
55. ↑  (EN) Regio II - Insula XI - Fullonica II,XI,1, su ostia-antica.org, 29 novembre 2024.
56. ↑  (EN) Regio II - Insula XI - Caseggiato della Fullonica (II,XI,2), su ostia-antica.org, 29 novembre 2024.
57. ↑  (EN) Regio II - Insula XII - Edificio a cortile porticato (II,XII), su ostia-antica.org, 29 novembre 2024.